# ボリス・ギダスポフ
ボリス・ヴェニアノヴィチ・ギダスポフ（Бори́с Вениами́нович Гида́спов、Boris Veniaminovich Gidaspov、1933年4月16日　－　2007年8月15日）は、ソビエト連邦の化学者、政治家。

## 来歴・人物
1981年からソ連科学アカデミー会員を経て、ロシア科学アカデミー会員、化学分野における理学博士（1966年）、教授（1967年）。
ミハイル・ゴルバチョフ時代末期の1989年から1991年まで、ソ連人民代議員。レニングラード州およびレニングラード市（現在のサンクトペテルブルク）党第一書記となり、ロシア共産党第一書記のイワン・ポロスコフとともにソ連共産党保守派を代表する党官僚（アパラチキ）であった。ポロスコフより教条的、保守的であったと評される。
1991年のソビエト連邦の崩壊後は政界から退き、2007年8月15日、74歳で死去。

## 経歴

### 生い立ち
1933年4月16日クイビシェフ（現在のサマーラ）に生まれる。父ヴェニアミン・アレクサンドロヴィチは、傷痍軍人で腕を失ったあと、国立銀行勤務。母マリア・アレクサンドロヴナは、クイビシェフ市ヴャトカ地区検察庁勤務。母の兄弟であるピョートル・シーモノフは将校であったが1938年に粛清されている。

### 学究生活
1955年クイビシェフ工業大学の爆弾専門課程を卒業する。1955年クイビシェフ工業大学助教授として母校で教壇に立つ。1959年レニングラード工科大学の助手。1962年レニングラード工科大学大学院を修了し、1965年同大学講師となる。ソ連科学アカデミー会員候補となり、1966年化学分野における理学博士号を取得し、1967年から1968年にかけてレニングラード工科大学教授、学科長、化学・有機窒素合成技術学部長となる。この間、450の論文と370の新案特許を取得した。主要論文として「ニトロ化学、高エネルギー化学における混合技術」がある。1981年には『総合化学ジャーナル』（現在の『ロシア総合化学ジャーナル』）誌の編集長となる。

### 政治活動
1989年ソ連人民代議員に選出される。ギダスポフはレニングラード共産党ビューロー（地方の共産党組織における幹部会、政治局に相当）局員6人中、ただ一人当選を果たしている。当選後は、資格審査委員会議長に就任。
1989年レニングラード州およびレニングラード市党第一書記に選出された。当初、共産党内改革派の多くはギダスポフが党再生のため、改革姿勢を打ち出すことに期待を寄せたが、1989年11月22日の官製集会で明確に反ペレストロイカを主張した。ギダスポフは元々ペレストロイカ攻撃で名を馳せたニーナ・アンドレーエワとも親交があり、ロシア共産党第一書記のポロスコフと並んで共産党保守派の代表人物として名があがるようになる。1990年4月には4人の対立候補を破って第一書記に再選される。同年7月にはソ連共産党中央委書記にも選出され、10月の中央委員会総会では、市場経済化に慎重論を唱え、土地私有化にも反対した。
1991年8月クーデターでは、レニングラード第一書記であるギダスポフは、レニングラード軍管区軍事評議会議員となったが、クーデター支持の明確な行動を起こすことは無かった。レニングラードでは、改革派のアナトリー・サプチャーク市長が反クーデターを訴え、市民の支持を得た。モスクワでもボリス・エリツィンらの反撃でクーデターは失敗しソ連共産党は活動を停止した。クーデター後、ギダスポフは8月26日起訴されたが、12月26日審理は終了した。

### ソ連崩壊後
8月クーデターとソ連崩壊後は、政治の第一線から身を引き、ロシア・リサーチ・センター会長などの科学技術コンサルタント機関に勤務した。
2004年4月4日3人の男性が乗った自動車がフォンタカ運河に落ちる事故に遭遇した。70歳のギダスポフは橋から運河に降りて、救出活動に当たった。